# Паньков, Илья Владимирович
Илья́ Влади́мирович Панько́в (21 января 1975, Красноярск) — российский актёр театра, театральный педагог, заслуженный артист России (2008).

## Биография
Илья Паньков родился 21 января 1975 года в городе Красноярске. Свою первую роль сыграл в детстве, в спектакле местного ТЮЗа. После завершения учёбы в школе намеревался поступать сначала в театральный вуз, а затем на исторический факультет Красноярского Педагогического Университета, однако впоследствии всё же предпочёл стезю актёра и в 1992 году поступил в Красноярский институт искусств (в настоящее время — Сибирский государственный институт искусств имени Дмитрия Хворостовского) на театральный факультет. Проходил обучение совместно с Алексеем Крикливым. Во времена студенчества играл на сцене красноярского театра.
В 1996 году успешно окончил институт искусств, после чего получил приглашения в несколько драматических театров: Красноярский, Новгородский и др., а также в Новосибирский «Глобус» — от Григория Гоберника и Георгия Ерасека, худрука и главного балетмейстера театра.
Первоначально предложение «Глобуса» было отклонено, однако после отказа в приёме в Омскую драму Илья Паньков избрал новосибирский театр, в котором и работает в настоящее время.
В 1995 году при «Глобусе» был набран курс ГИТИСа, и Илья Паньков неофициально был причислен к курсу, обучался три года, участвовал в дипломных спектаклях.
С октября 2004 года — преподаватель кафедры актёрского мастерства и режиссуры в НГТИ.
В 2014 году набрал собственный курс, где преподаёт совместно с Алексеем Крикливым и Иваном Орловым.
В 2017 году Илья Паньков и актриса Светлана Галкина набрали очно-заочный актёрский курс Новосибирского Государственного Театрального Института.
В 2020 году Илья Паньков совместно с Алексеем Крикливым набрал актёрско-режиссёрский курс.

## Награды
За роль Арлекина в спектакле «Двойное непостоянство» П. Мариво Илья Паньков решением экспертного совета Национальной театральной премии и фестиваля «Золотая Маска» выдвинут на соискание премии в номинации «Лучшая мужская роль». Также на IV Международном театральном фестивале «Радуга», проходившем в Санкт-Петербурге с 24 по 30 мая 2003 года, актёры Ольга Цинк и Илья Паньков получил приз санкт-петербургской театральной критики «За лучший актёрский дуэт». На ежегодном городском театральном конкурсе «Парадиз» в 2003 году Илья Паньков за роль Арлекина победил в номинации «Лучшая мужская роль».

## Работы в театре
За время работы в «Глобусе» Ильёй Паньковым сыграно более 60 ролей.
- 1993 — «Айболит и Бармалей» С. Дроздович — Кот Мармелад
- 1994 — «Волшебная лампа Аладдина» Н. Гернет — Аладдин
- 1994 — «Маугли» (по мотивам произведений Р. Киплинга) — Шакал Табаки
- 1996 — «Танго и Болеро» А. Пьяццоллы и М. Равеля. Постановка Георгия Ерасека
- 1997 — «Две маленькие трагедии» (по мотивам произведения А. Пушкина). Режиссёр Вениамин Фильштинский — Лепорелло
- 1998 — «Двенадцатая ночь» У. Шекспира — Себастьян, Шут
- 1999 — «Антигона»[9] Ж. Ануя. Режиссёр Владимир Туманов — Гемон
- 1999 — «Волшебный уголёк» П. Разуваева — Иванушка
- 1999 — «Ромео и Юлия» Г. Берлиоза. Постановка Георгия Ерасека
- 1999 — «Старая, старая сказка» Х. К. Андерсена. Постановка Владимира Ветрогонова
- 2000 — «Золотой ключик» по повести А. Толстого
- 2000 — «Птицы» Аристофана. Режиссёр Валерий Фокин[10]
- 2000 — «Софья Петровна» Л. Чуковской. Инсценировка Вениамина Фильштинского — Алик
- 2001 — «Бабьи сплетни» К. Гольдони. Режиссёр Владимир Туманов — Лелио
- 2001 — «Игроки» Н. Гоголя. Режиссёр Александр Галибин — Глов Александр
- 2001 — «Царь Максимилиан» Е. Греминой. Режиссёр Александр Галибин
- 2002 — «Двойное непостоянство» П. Мариво. Режиссёр Дмитрий Черняков — Арлекин
- 2002 — «Бульвар Преступлений» Э.-Э. Шмитта. Режиссёр Александр Галибин — Му де Звон
- 2003 — «Женитьба Фигаро» П. Бомарше. Режиссёр Александр Галибин — Фигаро
- 2003 — «Вишнёвый сад» А. Чехова. Режиссёр Игорь Лысов — Епиходов
- 2003 — «Три толстяка» Ю. Олеши. Сценография Александра Дубровина — Попугай
- 2003 — «Ю» О. Мухиной[11]. Режиссёр Алексей Крикливый — Сева
- 2004 — «Белая овца» (по произведениям Д. Хармса[12]). Режиссёр Елена Невежина — Хармс-старуха
- 2004 — «Колечко Снегурочки» С. Алферовой и Н. Нижегородцевой. Режиссёр Алексей Крикливый — Домовой
- 2004 — «Монарх» Р. Эллиса. Режиссёр Игорь Лысов — Томас Кранмер
- 2004 — «НЭП» Е. Сибиркиной. Режиссёр Алексей Крикливый — Урка, 1-й дедок
- 2005 — «Белоснежка и семь гномов» Л. Устинова и О. Табакова. Режиссёр Анна Трифонова — Гном Четверг
- 2005 — «Волшебство на Новый год» М. Бартенева. Режиссёр Алексей Крикливый — Пантелей
- 2005 — «Господин Кольперт» Д. Гизельмана. Режиссёр Роман Козак — Ральф Дрот
- 2006 — «Безумный мир, господа!» Т. Мидлтона. Режиссёр Игорь Коняев — Ричард Глупли
- 2006 — «Дед Мороз попал в курьез!» Н. Соболевой. Режиссёр Алексей Крикливый — Дятел
- 2006 — «Женитьба» Н. Гоголя. Режиссёр Нина Чусова — Кочкарев
- 2007 — «Вестсайдская история» Л. Бернстайна. Дирижёр-постановщик Кейт Кларк, режиссёр Грэг Ганакас, музыкальный руководитель Алексей Людмилин — Затейник
- 2007 — «На салазках в сказку» Н. Соболевой. Режиссёр А. Крикливый — Кощей
- 2007 — «Незнайка-путешественник» Н. Носова. Режиссёр Евгений Зимин — Знайка, Сиропчик
- 2008 — «Каштанка» А. Чехова. Режиссёр Юрий Катаев — Иван Иванович Гусь
- 2008 — «Три поросенка» А. Будаговской. Режиссёр Анна Зиновьева — Наф
- 2008 — «Чума на оба ваши дома» Г. Горина. Режиссёр Владимир Гурфинкель — Герцог Веронский
- 2009 — «Вредные советы» Г. Остера. Режиссёр Алексей Крикливый — Папа, Павел Павлович Васьков
- 2009 — «Сказочные существа и немного колдовства» А. Ракитина. Режиссёр Алексей Крикливый — Гном — помощник Гримгеллы
- 2009 — «Шукшин. Про жизнь» (по мотивам рассказов В. Шукшина). Режиссёр Владимир Гурфинкель — Худяков
- 2010 — «Жизнь прекрасна!» Э. Лу. Режиссёр Алексей Крикливый — Курт
- 2010 — «Муми-тролль и комета» Т. Янссон. Режиссёр Вячеслав Тыщук — Выхухоль, Профессор, Домовой
- 2010 — «Снежная королева» Х. К. Андерсена. Режиссёр Юрий Катаев — Атаманша
- 2010 — «Толстая тетрадь» А. Кристоф. Режиссёр Алексей Крикливый — Кюре
- 2010 — «Том Сойер» В. Семёнова. Режиссёр Анна Зиновьева — Судья Тэчер
- 2011 — «Коварство и Любовь» Ф. Шиллера. Режиссёр Нина Чусова[13] — Вурм, личный секретарь президента
- 2011 — «Чук и Гек» А. Гайдара. Режиссёр Полина Стружкова — Голос
- 2011 — «Шоколад». Режиссёр Татьяна Безменова — Суфлер, Хосе, Критик, Старая актриса
- 2012 — «Куба» А. Липовского. Под руководством режиссёра Алексея Крикливого — Юра Шоколад
- 2012 — «Лес» А. Островского. Режиссёр Роман Самгин — Аркадий Счастливцев
- 2012 — «Щелкунчик» Э. Гофмана. Режиссёр Денис Малютин — Дроссельмейер
- 2013 — «Art» Я. Реза. Режиссёр Денис Малютин[14] — Иван
- 2013 — «Двенадцатая ночь» У. Шекспира. Режиссёр Елена Невежина — Мальволио[15]
- 2013 — «Двенадцать месяцев» С. Маршака. Режиссёр Юрий Катаев — Учитель Королевы, Профессор арифметики и чистописания
- 2013 — «Девочки из календаря» Т. Фёрта. Режиссёр Алексей Крикливый — Род Харпер, муж Крис
- 2014 — «Дядюшкин сон» Ф. Достоевского. Режиссёр Алексей Крикливый — Князь Л.
- 2014 — «Макулатура» Ч. Буковски. Режиссёр Лаврентий Сорокин — Халл Гроверс, Джонни Темпл[16]
- 2014 — „Синяя птица“ (по мотивам сказки М. Метерлинка). Режиссёр Полина Стружкова — Пёс[17]
- 2014 — „Торжество любви“ П. Мариво. Режиссёр Роман Феодори — Гермократ, философ[18]
- 2015 — «Арабская ночь» Р. Шиммельпфеннига. Режиссёр Александр Созонов — Калиль[19]
- 2015 — «Трое в лодке, не считая собаки» Дж. К. Джерома. Режиссёр Лаврентий Сорокин — Джей[20]
- 2016 — «Ревизор» Н. Гоголя. Режиссёр Роман Самгин — Аммос Федорович Ляпкин-Тяпкин, судья